# اروین اتل
اِروین اِتِل (به آلمانی: Erwin Ettel) با نام مستعار ارنست کروگر (به آلمانی: Ernst Krüger) (زادهٔ ۳۰ ژوئن ۱۸۹۵ در کلن؛ درگذشتهٔ ۹ سپتامبر ۱۹۷۱ در باد بونسن) یک دیپلمات اهل آلمان، ناسیونال‌سوسیالیست و یکی از رهبران اس‌اس بود.

## زندگی‌نامه
اروین اتل فرزند یک کشیش بود و در یک خانوادهٔ محافظه‌کار و وفادار به امپراتوری آلمان بزرگ شد. پس از اتمام تحصیلاتش در دبیرستان رئال در راتنوو، در سال ۱۹۱۳ به عنوان دانشجوی نیروی دریایی در نیروی دریایی امپراتوری آلمان کار خود را آغاز کرد و در جنگ جهانی اول به عنوان سرباز شرکت کرد. او در سال ۱۹۲۰ با درجهٔ ستوان یکم از نیروی دریایی خارج شد. پس از آن، اتل یک سال در کمیتهٔ خدمات دوستان آمریکایی (AFSC) و سه سال در شرکت یوردان اوند برگر در هامبورگ به کارهای تجاری پرداخت و از سال ۱۹۲۵ مدیریت بخش حمل و نقل هوایی شرکت یونکرس لوفتورکر را به عهده گرفت. او در این دوره به ترکیه و ایران اعزام شد.
اتل در سال ۱۹۳۰ به کلمبیا نقل مکان کرد و در شرکت هواپیمایی آلمانی-کلمبیایی SCADTA در بارانکیا مشغول به کار شد. او از نظر سیاسی دیدگاهی ملی‌گرایانه داشت و از سال ۱۹۲۴ عضو حزب ملی‌گرای خلق آلمان بود. در اول مارس ۱۹۳۲ به حزب نازی پیوست و مسئول گروه محلی حزب نازی در خارج از کشور شد. پس از به قدرت رسیدن نازی‌ها در آلمان، در نوامبر همان سال به عنوان رهبر سازمان حزب نازی در کلمبیا منصوب شد.
در سال ۱۹۳۵، اتل به آلمان بازگشت و به درجهٔ کاپیتان نیروی ذخیره ارتقا یافت و در بروکراسی حزب نازی به مقام رئیس بخش منصوب شد. او در سال ۱۹۳۶ به دستور ارنست ویلهلم بوله به خدمت در وزارت امور خارجه آلمان منتقل شد و به عنوان دبیر دوم سفارت آلمان در رم و رهبر گروه حزب نازی در ایتالیا فعالیت کرد. او در یکی از سخنرانی‌های اولیه خود از «ایمان به رهبر و جهان‌بینی نازی» تمجید کرد و به «معجزهٔ ایمان که آلمان را نجات داده» اشاره کرد.
در ۹ نوامبر ۱۹۳۷، اتل به اس‌اس پیوست و تا سال ۱۹۴۱ به درجهٔ اس‌اس-بریگادفورر رسید. در ۱۶ اکتبر ۱۹۳۹، اتل به عنوان سفیر آلمان در ایران منصوب شد. او در این مقام تلاش کرد تا نفوذ بریتانیا در خاورمیانه را با همکاری ملی‌گرایان عرب کاهش دهد. اتل به عنوان سفیر و مشاور فرهنگی سفارت توصیه کرد که احساسات دینی ضدیهودی موجود را به یهودستیزی نژادی تبدیل کنند و از "دین به عنوان وسیله‌ای طبیعی برای تبلیغ یهودستیزی استفاده کنند. او پیشنهاد داد که:
راهبرد این روند می‌تواند تأکید بر مبارزه محمد با یهودیان در دوران قدیم و مبارزه رهبر (هیتلر) در دوران اخیر باشد. اگر این مبارزه با بریتانیایی‌ها و یهودیان همراه شود، می‌توان یک تبلیغات ضدیهودی مؤثر در میان مردم شیعه ایران راه انداخت.
پس از اشغال ایران توسط ارتش بریتانیا در اوت ۱۹۴۱، اتل از طریق استانبول به آلمان بازگشت. او در تاریخ ۲۴ ژوئیه ۱۹۴۲ از استانبول، از طریق یک نامهٔ محرمانه به دفتر شرق وزارت امور خارجه، اجرای برنامه‌های رادیویی عرب‌زبان را از Zeesen برای ارسال پیام‌های مخفی پیشنهاد کرد.
به دلیل پیشروی نامطلوب جنگ برای آلمان، اتل از برنامهٔ خود برای تصرف خاورمیانه و منصوب شدن به عنوان فرماندار صرف‌نظر کرد. او ابتدا مسئول مکاتبات بین وزارت خارجه و حزب نازی بود. در دسامبر ۱۹۴۳، اتل به درخواست خودش توسط ریبنتروپ از وزارت خارجه بازنشسته شد و به اس‌اس پیوست. او در سال ۱۹۴۴ به درجهٔ کاپیتان در ذخیرهٔ اس‌اس رسید و به عنوان فرمانده گروهان و مربی خدمت کرد. آخرین مأموریت او در رژیمان آموزش اس‌اس در پوتلوس و مرکز آموزش نیروهای زرهی اس‌اس در برگن بود.
از سال ۱۹۵۰ تا ۱۹۵۶، اتل با نام مستعار «ارنست کروگر» به عنوان سردبیر سیاسی خارجی در هفته‌نامهٔ دی تسایت فعالیت کرد. او مقالات خود را در موضوعاتی دربارهٔ فرقه‌ها، لژها، مسائل نژادی یا جاسوسی، خیانت، کمونیسم، سازمان‌های جنایی، فساد و دستگاه قضایی منتشر می‌کرد. برخی از مقالات او حاوی اصطلاحات نازی و ایده‌های ملی‌گرایانه بود. پس از استعفای سردبیر دی تسایت، ریشارد تونگل، اتل نیز از تحریریه خارج و بازنشسته شد. او به عنوان کارمند سابق وزارت خارجه، حقوق بازنشستگی به عنوان سفیر درجه یک دریافت کرد. پس از جنگ، او فعالیت سیاسی نداشت اما همچنان با ایدئولوژی نازی همدردی می‌کرد و به آن اعتقاد داشت.

## اسناد آرشیوی
در آرشیو سیاسی وزارت خارجهٔ آلمان، در آثار باقی‌ماندهٔ او یک پوشهٔ "HA Ettel" با اسنادی از سیاست خاورمیانهٔ آلمان، همکاری با مفتی و اقدامات ضدیهودی برنامه‌ریزی شده در منطقه وجود دارد.